# Blanche Dumoulin
Pour les articles homonymes, voir Dumoulin.
Blanche Dumoulin, née le 8 janvier 1895 à Liège et morte le 9 février 1975 à Paris 19e, est une dessinatrice et scénariste de bande dessinée belge, connue sous le pseudonyme de Davine pour sa collaboration à la série Spirou.

## Biographie
Blanche Dumoulin naît 8 janvier 1895 à Liège.
Illustratrice aux dessins proches du crayonné, elle travaille pour Les Bonnes Soirées, Le Moustique, et pour les éditions Dupuis. Entre 1936 et 1937, elle scénarise pour Luc Lafnet la série Bizouk et Pélik publiée dans Le Journal de Bébé. En 1937, elle lance dans Le Bon Point, où travaillent aussi Marijac et Emilio Salgari, la série Moustique reporter, « grand film d'aventures » sous forme de pellicule de film. En 1938, elle scénarise dans Le Journal de Spirou La Princesse des neiges puis, jusqu'en 1939, la série Les Aventures de Zizette, généralement qualifiée de mélodramatique.
Épouse de Rob-Vel, elle écrit pour lui les scénarios de Toto entre 1937 et 1940, autour d'un moussaillon. Elle assiste son mari à la création de Spirou, et lorsqu'il est mobilisé en 1939, elle l'aide à poursuivre la série Spirou en terminant les planches inachevées (Spirou contre le robot géant), avant que Jijé ne vienne remplacer Rob-Vel. Entre 1939 et 1940, elle illustre aussi un roman de Georges Fronval, Jacques Robin chasseur d'images. En 1946, elle publie un album chez Armand Fleury, Guy Voitoux, l'homme au gant. En 1951, elle écrit encore deux nouvelles illustrées par Rob-Vel dans Lisette. 
Davine meurt le 9 février 1975 à Paris 19e,, à l'âge de 80 ans.